# Bouclier continental de rugby à XV 2018-2019
Navigation
2017-2018
Le Bouclier continental de rugby à XV 2018-2019 oppose pour la saison 2018-2019 huit équipes européennes de rugby à XV. La compétition est organisée en deux phases successives. Une première phase de poules se déroule en matchs aller-retour à la fin de laquelle sont issues les deux équipes ayant terminé aux premières places de leur groupe. Cette année, la compétition se poursuit par deux voies différentes. Les deux vainqueurs de groupes s'opposeront dans une nouvelle rencontre en match aller retour pour déterminer le qualifié en Challenge européen 2019-2020. L'autre qualifié vient du barrage en match aller-retour entre les équipes qualifiées en Challenge européen 2018-2019 issue des pays émergents.

## Présentation

### Équipes en compétition
Le championnat entre parenthèses désigne le champion de l'année précédente.

#### Poules
- Petrarca Padoue (Eccellenza)
- Rugby Calvisano
- Rugby Rovigo
- Fiamme Oro Rugby
- RC Locomotive Tbilissi (Didi 10)
- Belgium Rugby Barbarians

#### Barrages
- Ienisseï-STM (Professionalnaïa Regbiïnaïa Liga)
- Timișoara Saracens (SuperLiga)

## Phase de poules

### Notations et règles de classement
Dans les tableaux de classement suivants, les différentes abréviations et couleurs signifient :
|  | Qualifiés pour les barrages. |

Attribution des points : victoire sur tapis vert : 5, victoire : 4, match nul : 2, forfait : -2 ; plus les bonus (offensif : au moins 4 essais marqués ; défensif : défaite par 7 points d'écart ou moins).
Règles de classement  :
- équipes dans la même poule : 1. points classement ; 2. points classement obtenus dans les matchs entre équipes concernées ; 3. points terrain obtenus dans les matchs entre équipes concernées ; 4. nombre d'essais marqués dans les matchs entre équipes concernées ; 5. différence de points ; 6. nombre d'essais marqués ; 7. plus bas nombre de joueurs suspendus/expulsés pour incident ; 8. tirage au sort
- équipes dans des poules différentes : 1. points classement ; 2. différence de points ; 3. nombre d'essais marqués ; 4. plus bas nombre de joueurs suspendus/expulsés pour incident ; 5. tirage au sort.

### Poule A
| Rang | Équipe          | J | V | N | D | Em | Ee | Bo | Bd | Pm  | Pe  | Diff | Pts |
| ---- | --------------- | - | - | - | - | -- | -- | -- | -- | --- | --- | ---- | --- |
| 1    | Rugby Calvisano | 4 | 3 | 0 | 1 | 11 | 5  | 2  | 1  | 98  | 56  | +42  | 15  |
| 2    | RC Locomotive   | 4 | 3 | 0 | 1 | 11 | 7  | 2  | 0  | 102 | 62  | +40  | 14  |
| 3    | Fiamme Oro      | 4 | 0 | 0 | 4 | 9  | 19 | 0  | 1  | 62  | 144 | -82  | 1   |

### Poule B
| Rang | Équipe                   | J | V | N | D | Em | Ee | Bo | Bd | Pm  | Pe  | Diff | Pts |
| ---- | ------------------------ | - | - | - | - | -- | -- | -- | -- | --- | --- | ---- | --- |
| 1    | Rugby Rovigo             | 4 | 3 | 1 | 0 | 29 | 9  | 2  | 0  | 218 | 73  | +145 | 16  |
| 2    | Petrarca Padoue          | 4 | 2 | 1 | 1 | 17 | 6  | 3  | 1  | 121 | 87  | +34  | 14  |
| 3    | Belgium Rugby Barbarians | 4 | 0 | 0 | 4 | 4  | 33 | 0  | 0  | 45  | 224 | -179 | 0   |

## Phase finale
Dans les tableaux de classement suivants, les différentes abréviations et couleurs signifient :
|  | Qualifiés pour le Challenge européen 2019-2020. |

### Barrages - voie phase de poule
| Équipe          | Aller   | Total   | Retour  | Équipe       |
| --------------- | ------- | ------- | ------- | ------------ |
| Rugby Calvisano | 29 - 13 | 57 - 43 | 28 - 30 | Rugby Rovigo |

| 30 mars 2019 15 h 00 | Rugby Calvisano | 29 - 13 (12 - 10) | Rugby Rovigo | Pata Stadium, Calvisano 1 700 spectateurs Arbitre : Nika Amashukeli |
| 30 mars 2019 15 h 00 | Essai(s) : 2 Bordoli (65e), Balocchi (72e) Transformation(s) : 2 Pescetto (65e, 72e) Pénalité(s) : 5 Pescetto (5e, 10e, 15e, 30e, 49e) Carton(s) jaune(s) : 1 Balocchi (35e) |                   | Essai(s) : 1 Halvorsen (36e) Transformation(s) : 1 Chillon (36e) Pénalité(s) : 2 Chillon (1re, 63e) Carton(s) jaune(s) : 2 Lubian (47e), Ferro (70e) | Pata Stadium, Calvisano 1 700 spectateurs Arbitre : Nika Amashukeli |
| 30 mars 2019 15 h 00 | |                   | | Pata Stadium, Calvisano 1 700 spectateurs Arbitre : Nika Amashukeli |

| 20 avril 2019 15 h 00 | Rugby Rovigo | 30 - 28 (16 - 12) | Rugby Calvisano | Stadio Comune Mario Battaglini, Rovigo 1 400 spectateurs Arbitre : Christophe Ridley |
| 20 avril 2019 15 h 00 | Essai(s) : 4 Odiete (7e), Majstorović (22e), Halvorsen (52e), Cioffi (68e) Transformation(s) : 2 Mantelli (52e), Chillon (68e) Pénalité(s) : 2 Mantelli (3e, 15e) |                   | Essai(s) : 1 Balocchi (80e+3) Transformation(s) : 1 Pescetto (80e+3) Pénalité(s) : 7 Pescetto (5e, 10e, 21e, 26e, 45e, 63e, 71e) Carton(s) jaune(s) : 1 Panceyra Garrido (17e) | Stadio Comune Mario Battaglini, Rovigo 1 400 spectateurs Arbitre : Christophe Ridley |
| 20 avril 2019 15 h 00 | |                   | | Stadio Comune Mario Battaglini, Rovigo 1 400 spectateurs Arbitre : Christophe Ridley |

### Barrages - voie Challenge européen
| Équipe             | Aller   | Total   | Retour  | Équipe       |
| ------------------ | ------- | ------- | ------- | ------------ |
| Timișoara Saracens | 20 - 18 | 52 - 58 | 32 - 40 | Ienisseï-STM |

| 30 mars 2019 14 h 00 | Timișoara Saracens                                                                                               | 20 - 18 (0 - 18) | Ienisseï-STM | Stade Dan-Păltinișanu, Timișoara 970 spectateurs Arbitre : Andrea Piardi |
| 30 mars 2019 14 h 00 | Essai(s) : 3 Simionescu (50e, 62e), Morrison (79e) Transformation(s) : 1 Samoa (80e) Pénalité(s) : 1 Samoa (76e) |                  | Essai(s) : 2 Saulite (38e), Kacharava (39e) Transformation(s) : 1 Tchourachov (40e) Pénalité(s) : 2 Tchourachov (19e, 30e) | Stade Dan-Păltinișanu, Timișoara 970 spectateurs Arbitre : Andrea Piardi |
| 30 mars 2019 14 h 00 | |                  | | Stade Dan-Păltinișanu, Timișoara 970 spectateurs Arbitre : Andrea Piardi |

| 20 avril 2019 9 h 00 | Ienisseï-STM | 40 - 32 (16 - 20) | Timișoara Saracens | Stade Avangard, Krasnoïarsk 2 600 spectateurs Arbitre : Nika Amashukeli |
| 20 avril 2019 9 h 00 | Essai(s) : 5 Meskhi (8e), Baranov (40e), Krotov (44e), Temnov (62e), Kononov (68e) Transformation(s) : 3 Gaisin (45e, 63e, 69e) Pénalité(s) : 3 Gaisin (3e, 23e, 78e) Carton(s) jaune(s) : 2 Krotov (32e), Tchourachov (80e) |                   | Essai(s) : 4 Popa (19e), Stephen Shennan (35e), Manumua (47e), Zaharia (56e) Transformation(s) : 3 Samoa (20e, 36e, 57e) Pénalité(s) : 2 Samoa (6e, 14e) Carton(s) jaune(s) : 1 Simionescu (79e) Carton(s) rouge(s) : 1 Halalilo (41e) | Stade Avangard, Krasnoïarsk 2 600 spectateurs Arbitre : Nika Amashukeli |
| 20 avril 2019 9 h 00 | |                   | | Stade Avangard, Krasnoïarsk 2 600 spectateurs Arbitre : Nika Amashukeli |

## Statistiques

### Meilleurs réalisateurs
| Rang | Joueur                  | Club                   | Essais | Transf. | Pén. | Drops | Points de clt. |
| ---- | ----------------------- | ---------------------- | ------ | ------- | ---- | ----- | -------------- |
| 1    | Beka Tsiklauri          | RC Locomotive Tbilissi | 3      | 7       | 10   | 1     | 62             |
| 2    | Paolo Pescetto          | Rugby Calvisano        | -      | 6       | 14   | -     | 54             |
| 3    | Piero Dominguez         | Rugby Rovigo           | 1      | 15      | -    | -     | 35             |
| 4    | Alberto Chillon         | Rugby Rovigo           | -      | 5       | 7    | -     | 31             |
| 5    | Sam Lane                | Rugby Calvisano        | -      | 4       | 7    | -     | 29             |
| 6    | Leonardo Mantelli       | Rugby Rovigo           | -      | 8       | 4    | -     | 28             |
| 7    | Andrea Menniti-Ippolito | Petrarca Padoue        | -      | 9       | 2    | 1     | 27             |
| 8    | Gianmarco Vian          | Rugby Rovigo           | 4      | -       | -    | -     | 20             |
| -    | Massimo Cioffi          | Rugby Rovigo           | 4      | -       | -    | -     | 20             |

### Meilleurs marqueurs
| Rang | Joueur            | Club                   | Essais |
| ---- | ----------------- | ---------------------- | ------ |
| 1    | Gianmarco Vian    | Rugby Rovigo           | 4      |
| -    | Massiomo Cioffi   | Rugby Rovigo           | 4      |
| 2    | Beka Tsiklauri    | RC Locomotive Tbilissi | 3      |
| -    | Marcello Angelini | Rugby Rovigo           | 3      |
| -    | Guido Barion      | Rugby Rovigo           | 3      |
| -    | Andrea Visentin   | Rugby Rovigo           | 3      |
| -    | David Odiete      | Rugby Rovigo           | 3      |
| -    | Pierre Bruno      | Rugby Calvisano        | 3      |